# 柯鎮惡
柯鎮惡是金庸小说《射雕英雄传》和《神雕俠侶》中的人物。人稱「飛天蝙幅」，擅長使用带毒的铁菱作為暗器。兄長為「飛天神龍」柯辟邪。「江南七怪」當中的大哥，郭靖的大師父，郭芙、郭襄、郭破虜、武敦儒、武修文的大師公，
眼瞎，腮尖，武功雖不高，颇有凶恶之态，性格怪異孤僻，脾气暴躁，愛好面子，這點與「東邪」黃藥師頗為相似，同時又爭強好勝，為人倔強剛烈，不畏生死，但又不失俠義，愛抱打不平，然而其思想為七怪中最迂腐冥頑一名，愛恨分明，所以不問情由经常冤枉人，《射鵰英雄傅》故事初期主導拆散郭靖與黃蓉，是二人感情最大阻力之一。由於雙目失明故擅聽音辨位，善使杖法。
最大絕學是「伏魔杖法」，每一杖打下，都有千钧之力，而且杖头杖尾都可用以打穴。射雕後期與全真派各人圍攻五絕之一黃藥師時，亦能以此技與黃對上數招。在神雕初期更曾幾乎以此技擊殺負傷的西毒歐陽峰，可見其威力之猛。
登場回數:(射)2-7, 11, 14-15, 25-26, 33-36, (神)1-3, 37

## 生平
柯镇恶乡土气息浓厚，重视父权，奉传统社会规范为不可稍违的神圣典范；他恩怨分明，爱恨强烈，脑筋闭塞，毫无想像力，亦不讲道理；性情暴躁，动辄出手伤人或口出恶言，但技不如人也不怕死；总的来讲，仍不失为一条硬汉子。
因丘處機到他好友焦木尋找杀害郭杨两家的段天德報仇時，而跟自己，其餘六怪及焦木聯手對付他而兩敗俱傷，让段天德乘隙而逃，爲此立下賭約，相約各自尋覓郭嘯天及楊鐵心的後人郭靖及杨康並傳授他們武功，十八年后让郭靖及杨康再一次一決勝負。
「江南七怪」尋得郭靖的兩年前，其兄長“飞天神龙”柯辟邪受人邀約，準備擊殺已練成「九陰白骨爪」的「黑風雙煞」，為武林除害，柯辟邪也邀約柯鎮惡共襄盛舉，但柯鎮惡當時跟「江南七怪」其餘六人正在山東及河北找尋郭靖，沒空分身幫柯辟邪一把而沒有參加圍攻；結果柯辟邪在與「黑風雙煞」激戰下壯烈犧牲，柯鎮惡誓為兄長報仇，加上七怪圍攻黑風雙煞時七怪之一張阿生也被他們所殺，自此江南七怪與黑風雙煞勢不兩立。
由於雙目失明，善於黑夜中與敵人打鬥，之後授予郭靖「伏魔杖法」。
後來到桃花岛对黄药师撇清他和全真七子误会时，不幸遇上杨康及欧阳锋，四怪（朱聪、韩宝驹、南希仁與全金發）遭楊康及歐陽鋒於桃花島殺死，而韓小瑩則自刎而死，而他因双眼盲目就故意被放走，误会这是黄药师所为。此事更一度令郭靖及黃蓉這一對有情人情海翻波、反目為仇（因為柯鎮惡及郭靖均因誤會而一口咬定黃藥師為殺人兇手，柯鎮惡指斥黃蓉為「小妖女」，更強逼郭靖立下毒誓從此與黃蓉分開不能再相愛。而郭靖則不聽任何黃蓉解釋並拋棄她，獨自離開桃花島回中原向黃藥師尋仇）。事後黃蓉帶柯鎮惡到嘉興鐵槍廟逃避楊康一行人的追捕，並把王彥章手執的鐵槍除下並用石頭打掉槍頭後給予柯鎮惡作傍身之用，但柯鎮惡因誤會而恨黃藥師殺江南五怪竟欲用鐵杖一擊擊殺黃蓉以令黃藥師飽受喪女之痛，之後自己再自殺身亡，最後因楊康一行人進入鐵槍廟並決定在此休息後而未能下手。黃蓉與柯鎮惡躲在「鐵槍」王彥章石像後，她先拜託柯鎮惡告知黃藥師何人殺她，之後便走出去以身犯險親自在歐陽鋒及楊康面前揭穿了二人的陰謀給躲藏的柯鎮惡聽到，最終替黃藥師洗脫了殺人罪名，並將作惡多端的楊康除掉，但她自己卻被歐陽鋒捉走。
柯鎮惡得知此事真相後後悔不已，悔恨自己是個老糊塗甚至誤會自己害死了黃蓉，及後他重遇郭靖並告知郭靖一切真相，最後千叮萬囑郭靖務必從歐陽鋒手中救回黃蓉。而郭靖聞聽事情真相後則悔恨自己在此事上傷透了黃蓉的心，心中對她愧疚萬分，便先拜託柯鎮惡到桃花島告知黃藥師此事真相，以及請黃藥師前來相助自己拯救黃蓉。之後郭靖則獨自一人騎著小紅馬，先到鐵槍廟親手埋葬自己義弟楊康之遺骸，後再四處奔走尋訪黃蓉的下落，結果卻是音信皆無。靖、蓉兩人失散達半年之久。幸郭靖黃蓉兩人在《射鵰英雄傳》結尾終於修成正果並在桃花島成親，後隠居島上十餘載，期間生下長女郭芙，並把柯鎮惡帶到島上供養。
神雕时期
七怪中唯獨柯鎮惡活到《神鵰俠侶》时代，跟李莫愁，欧阳锋交战间遇上流浪的少年杨过，郭靖决定领养他，因杨过事前学得蛤蟆功并打伤郭靖徒弟而跟他几近反目，让杨过不能留在桃花岛定居。
到了楊過與小龍女分開十六年後，柯鎮惡依然健在。最後他在嘉興鐵槍廟將楊康的一生作為講給已是“神鵰俠”的楊過聽，終於使楊過認清自己父親的所作所為，也解開楊過對郭靖及黃蓉兩夫婦多年來的誤會。但柯鎮惡同時也勸勉楊過，不要再為楊康的過去而感到羞愧，因為楊過為襄陽城所作的一切，已彌補了父親生前所做的一切壞事，可見柯鎮惡本人也是一個十分通情達理的人，不會因為楊康所作的一切而記恨楊過。

## 武功
伏魔杖法
江南七怪之首飛天蝙蝠柯鎮惡的成名武功，杖下威力十分鋼猛。

## 影視形象
《射鵰英雄傳》：
- 1976年溫泉《射鵰英雄傳》
- 1983年江毅《射鵰英雄傳》
- 1988年茅靜順《射鵰英雄傳》
- 1994年江毅《射鵰英雄傳》
- 2003年劉立偉《射鵰英雄傳》
- 2008年鄧立民《射鵰英雄傳》
- 2017年王奎榮《射鵰英雄傳》
- 2024年葛四《金庸武俠世界》

《神鵰俠侶》：
- 1976年溫泉《神鵰俠侶》
- 1983年江毅《神鵰俠侶》
- 1994年江毅《神鵰俠侶》
- 2014年鄧立民《神鵰俠侶》